# جيمس تشايلدريس
جيمس تشايلدريس (بالإنجليزية: James Childress)‏ هو فيلسوف أمريكي، ولد في 4 أكتوبر 1940 في ماونت إيري في الولايات المتحدة.